# Contea di Carbon (Montana)
La contea di Carbon (in inglese Carbon County) è una contea del Montana. Il suo capoluogo amministrativo è Red Lodge e fa parte dell'area statistica metropolitana di Billings.

## Geografia fisica
La contea si trova nel sud dello Stato, al confine con il Wyoming. La contea ha un'area di 5.341 km² di cui lo 0,69% è coperto d'acqua.
Il punto più alto del Montana, Granite Peak, si trova in questa contea, nei monti Beartooth. Nella parte orientale della contea scorre il fiume Bighorn. Tra le aree protette nel territorio, si trovano la Foresta nazionale di Custer e Foresta nazionale di Gallatin.

### Contee confinanti
- Contea di Stillwater - nord
- Contea di Yellowstone - nord-est
- Contea di Big Horn - est
- Contea di Big Horn (Wyoming) - sud-est
- Contea di Park (Wyoming) - sud
- Contea di Park - ovest

## Storia
La contea fu creata nel 1895 da parti delle contee di Park e Yellowstone. Fu chiamata così per i depositi di carbone presenti nell'area.

### Evoluzione demografica

Situazione demografica

## Città principali
- Bearcreek - town
- Belfry - cdp
- Boyd - cdp
- Bridger - town
- Edgar - cdp
- Fox - cdp
- Fromberg - town
- Joliet - town
- Luther - cdp
- Red Lodge (capoluogo) - city
- Montaqua - cdp
- Roberts - cdp
- Rockvale - cdp
- Roscoe - cdp
- Silesia - cdp

## Strade principali
- U.S. Route 212
- U.S. Route 310
- Montana Highway 72
- Montana Highway 78

## Politica
| Anno | Democratici | Repubblicani | Altri |
| ---- | ----------- | ------------ | ----- |
| 2004 | 34,7%       | 62,8%        | 2,5%  |
| 2000 | 29,9%       | 62,8%        | 7,3%  |
| 1996 | 38,9%       | 45,1%        | 15%   |
| 1992 | 33,5%       | 33,8%        | 32,7% |
| 1988 | 45,6%       | 52,8%        | 1,6%  |

## Musei
- Carbon County Museum, su carboncountymuseum.org.
- Peaks to Plains Museum
- Clarks Fork Valley Museum